# Mario Sánchez Ruiz
Mario Sánchez Ruiz (Ciudad Obregón, Sonora, 17 de noviembre de 1961) es un empresario, político y contador público mexicano, que se desempeñó como diputado federal en la LXII Legislatura (2012–2015), por el Partido Acción Nacional (PAN). 
Anteriormente se había desempeñado como presidente del Consejo Coordinador Empresarial de mayo de 2010 a febrero de 2012.

## Trayectoria
Es contador público por el Instituto Tecnológico y de Estudios Superiores de Monterrey, Campus Monterrey. Cursó estudios de lengua extranjera en la Universidad de Seattle, es el estado de Washington, en Estados Unidos.
Se desempeñó como diputado federal por la Primera Circunscripción, Distrito Uno y Presidente de la Comisión de Economía de la Cámara de Diputados e integrante de las Comisiones de Radio y Televisión y de Competitividad.
Durante la LXII Legislatura estuvo involucrado en el análisis y aprobación de las reformas laboral, de contabilidad gubernamental, y ley de amparo en defensa de los derechos de los ciudadanos.
Su actividad empresarial se ha concentrado en los sectores comercio, de servicios, turismo y en la industria de la construcción. Entre los puestos que ha ocupado en organismos empresariales destacan:
- Presidente del Consejo Coordinador Empresarial (CCE) (mayo de 2010 a febrero de 2012).
- CONCANACO SERVYTUR (Tesorero, Vicepresidente y Presidente en el periodo 1994-2010) en Ciudad Obregón, Sonora.
- Presidente de la Cámara de Comercio en Ciudad Obregón (1992 a 1994).
- Tesorero de la Asociación de Agricultores del Valle Yaqui (1990 a 1992).

Fue nombrado Ciudadano Distinguido de Cajeme, Sonora el 31 de enero de 2012. Ha sido promotor e impulsor del proyecto "El Buen Fin", como un programa de apoyo a la actividad comercial.

## Actividades
Ha participado activamente en diversos Consejos de Administración y Consejos rectores de organizaciones públicas y privadas entre los que destacan los siguientes:
- Comisión Mixta de Combate a la Economía Ilegal
- Comisión Interconfederacional de Turismo
- Comisión Nacional de Salarios Mínimos (Conasami)
- Comité Consultivo de Comisión Nacional del Sistema de Ahorro para el Retiro (Consar)
- Consejo Técnico y Asambleísta del Instituto Mexicano del Seguro Social (IMSS)
- Consejo de Promoción Turística de México
- Consejo Asesor del Servicio de Administración Tributaria (SAT)
- Consejo de Seguridad de la Secretaría de Gobernación
- Consejo de Infonacot
- Consejero y Asambleísta del Instituto del Fondo Nacional de la Vivienda para los Trabajadores (Infonavit)
- Integrante del Comité Técnico de ProMéxico
- Consejo Directivo de Nacional Financiera
- Consejo Directivo del Banco Nacional de Comercio Exterior
- Presidente del Consejo Fundemex
- Consejero Impulsor
- Consejo del Instituto Mexicano para la Competitividad (IMCO)
- Consejo del ICESI
- Consejo de la Comunicación